# Lampro di Eritre
Lampro di Eritre (noto anche come Lampro di Atene in greco antico: Λάμπρος?; Atene, VI secolo a.C. – V secolo a.C.) è stato un musicista greco antico  ed eccellente suonatore di lira.

## Biografia
Nacque ad Atene, dove fu attivo nella prima parte del V secolo a.C., e insegnò musica a Sofocle secondo alcune fonti. (tuttavia la cronologia non è sicura e qualcuno ritiene inattendibile la notizia). Fu insegnante di lira e di danza.
Un insegnante di nome Lampro, prima del 343 a.C., mentre soggiornava a Mantinea, si dice abbia insegnato musica ad Aristosseno. Comunque, il Lampro del V secolo a.C. non potrebbe aver vissuto così a lungo da poter insegnare ad Aristosseno, così che "In entrambi i casi si tratta di un Lampro di cui non sappiamo niente altro, o il riferimento è stato aggiunto alla tradizione biografica al fine di sottolineare la connessione tra Aristosseno e l'antica musica tradizionale greca, in contrasto con la "Nuova musica" della fine del V secolo a.C. e l'inizio del IV secolo a.C.
Fu noto per il suo stile di vita sobrio, scegliendo di bere acqua al posto del vino; Frinico disse di lui: "che i gabbiani si lamentavano, quando Lampro morì tra loro, essendo un uomo che beveva solo acqua, un delicato iper sofista, uno scheletro secco delle Muse, un incubo per gli usignoli, un inno all'inferno."

## Musica
La musica di Lampro era considerata contenuta, ad indicare un temperamento sobrio, piuttosto che selvaggia e realistica.
Platone, nell'Apologia di Socrate, riconosce Lampro come un grande insegnante di musica, anche se lo considera inferiore al suo insegnante, Conno, figlio di Metrobio (Menesseno 236a Archiviato il 22 agosto 2016 in Internet Archive.). Lampro venne anche lodato da Cornelio Nepote. Pseudo-Plutarco, De Musica 1142b "citando Aristosseno, comprendeva Lampro tra coloro i quali componevano belle canzoni." Lampro, il "più distinto musicista dei suoi tempi," era un famoso compositore ai tempi di Sofocle ed era considerato da qualcuno il più grande dei suoi tempi.